# Ludmiła Arłouska
Ludmiła Wasiljeuna Arłouska z d. Łysienka (biał. Людміла Васілеўна Арлоўская z d. Лысенка; ur. 2 listopada 1973 w Wysznim Wołoczoku) – białoruska biathlonistka, dwukrotna medalistka mistrzostw Europy. W Pucharze Świata zadebiutowała 9 grudnia 1993 roku w Bad Gastein, gdzie zajęła 19. miejsce w biegu indywidualnym. Tym samym już w swoim debiucie zdobyła pierwsze pucharowe punkty. Nigdy nie stanęła na podium zawodów indywidualnych tego cyklu, jednak 21 grudnia 2002 roku w Osrblie wspólnie z Liliją Jefremową, Olgą Nazarową i Ołeną Zubryłowa zwyciężyła w sztafecie. Najlepsze wyniki osiągnęła w sezonie 2000/2001, kiedy zajęła 48. miejsce w klasyfikacji generalnej. W 1995 roku wystąpiła na mistrzostwach świata w Anterselvie, gdzie zajęła 28. miejsce w biegu indywidualnym, 74. w sprincie i jedenaste w sztafecie. Była też między innymi czwarta w biegu drużynowym podczas mistrzostw świata w Ruhpolding w 1996 roku. W 1994 roku wystartowała na igrzyskach olimpijskich w Lillehammer, gdzie zajęła 50. miejsce w sprincie. Brała też udział w igrzyskach w Salt Lake City w 2002 roku, zajmując 51. miejsce w biegu indywidualnym i siódme w sztafecie. Największe sukcesy osiągnęła podczas mistrzostw Europy w Iżewsku w 1999 roku, gdzie zdobyła srebrny medal w biegu indywidualnym i brązowy w sprincie.

## Osiągnięcia

### Igrzyska olimpijskie
| Rok  | Miejscowość    | Konkurencje | Konkurencje | Konkurencje | Konkurencje | Konkurencje | Konkurencje | Konkurencje |
| Rok  | Miejscowość    | IN          | SP          | PU          | MS          | RL          | MR          | SR          |
| ---- | -------------- | ----------- | ----------- | ----------- | ----------- | ----------- | ----------- | ----------- |
| 1994 | Lillehammer    | –           | 50.         | nd.         | nd.         | –           | nd.         | –           |
| 2002 | Salt Lake City | 51.         | –           | –           | nd.         | 7.          | nd.         | –           |

### Mistrzostwa świata
| Rok  | Miejscowość         | Konkurencje | Konkurencje | Konkurencje | Konkurencje | Konkurencje | Konkurencje | Konkurencje |
| Rok  | Miejscowość         | IN          | SP          | PU          | MS          | RL          | MR          | SR          |
| ---- | ------------------- | ----------- | ----------- | ----------- | ----------- | ----------- | ----------- | ----------- |
| 1995 | Anterselva          | 28.         | 74.         | nd.         | nd.         | 11.         | nd.         | –           |
| 1996 | Ruhpolding          | –           | 64.         | nd.         | nd.         | –           | nd.         | –           |
| 1998 | Pokljuka/Hochfilzen | –           | –           | 34.         | nd.         | –           | nd.         | –           |
| 2000 | Oslo                | 65.         | 45.         | 40.         | –           | 11.         | nd.         | –           |
| 2001 | Pokljuka            | 57.         | 50.         | DNF         | –           | 13.         | nd.         | –           |

### Mistrzostwa Europy
| Rok  | Miejscowość     | Konkurencje | Konkurencje | Konkurencje | Konkurencje | Konkurencje | Konkurencje | Konkurencje |
| Rok  | Miejscowość     | IN          | SP          | PU          | MS          | RL          | MR          | SR          |
| ---- | --------------- | ----------- | ----------- | ----------- | ----------- | ----------- | ----------- | ----------- |
| 1999 | Iżewsk          | 2.          | 3.          | nd.         | nd.         | ?.          | nd.         | –           |
| 2001 | Haute-Maurienne | –           | 20.         | DMF.        | nd.         | 5.          | nd.         | –           |
| 2002 | Kontiolahti     | 14.         | 27.         | 19.         | nd.         | 6.          | nd.         | –           |

### Puchar Świata

#### Miejsca w klasyfikacji generalnej
| Sezon     | Miejsce |
| --------- | ------- |
| 1993/1994 | 64.     |
| 1994/1995 | 53.     |
| 1995/1996 | -       |
| 1997/1998 | 81.     |
| 1999/2000 | ?       |
| 2000/2001 | 48.     |
| 2001/2002 | 61.     |
| 2002/2003 | -       |

#### Miejsca na podium chronologicznie
Arłouska nigdy nie stanęła na podium indywidualnych zawodów PŚ.